# Wasatch Front

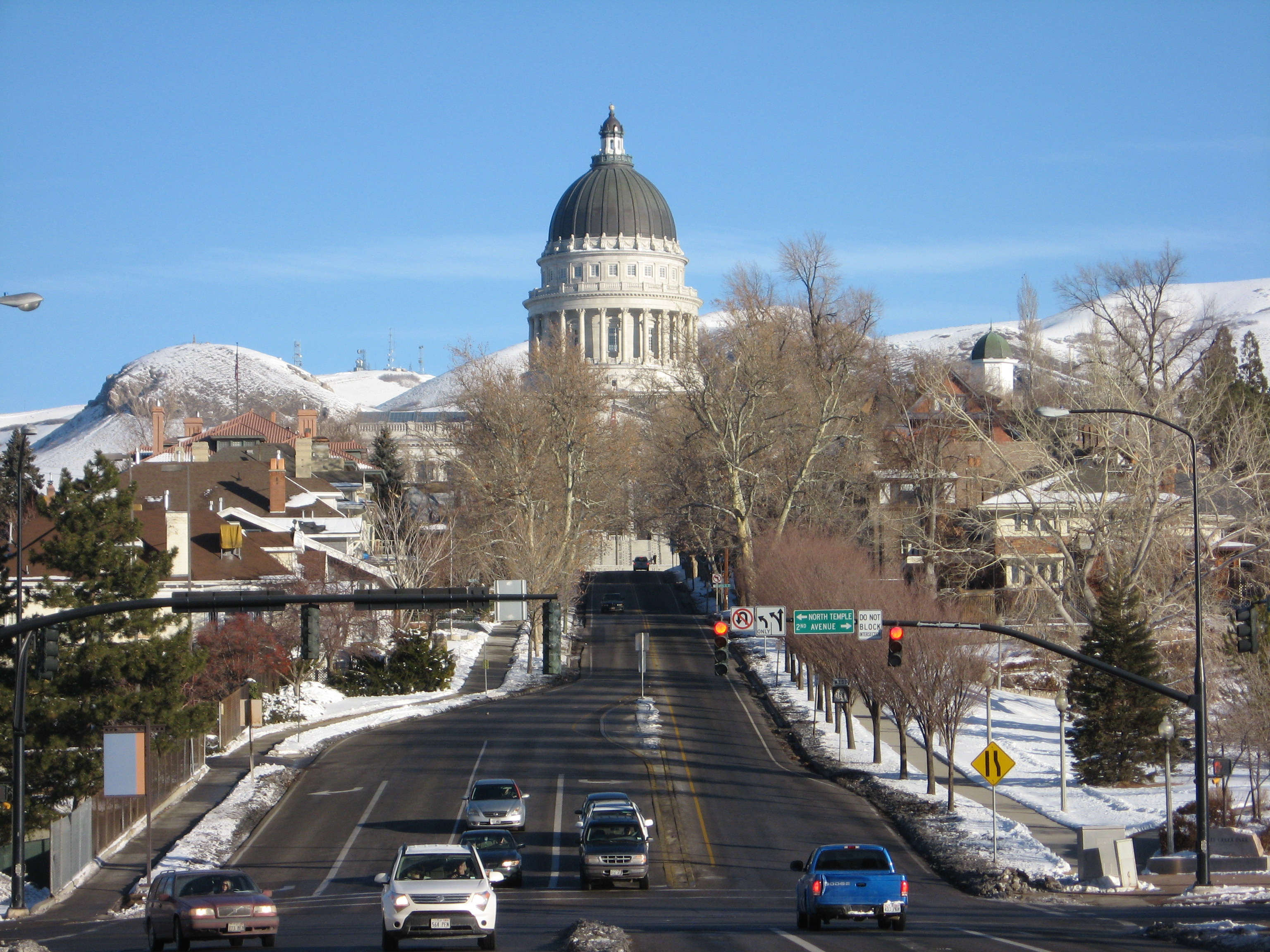
Il Campidoglio di Salt Lake City

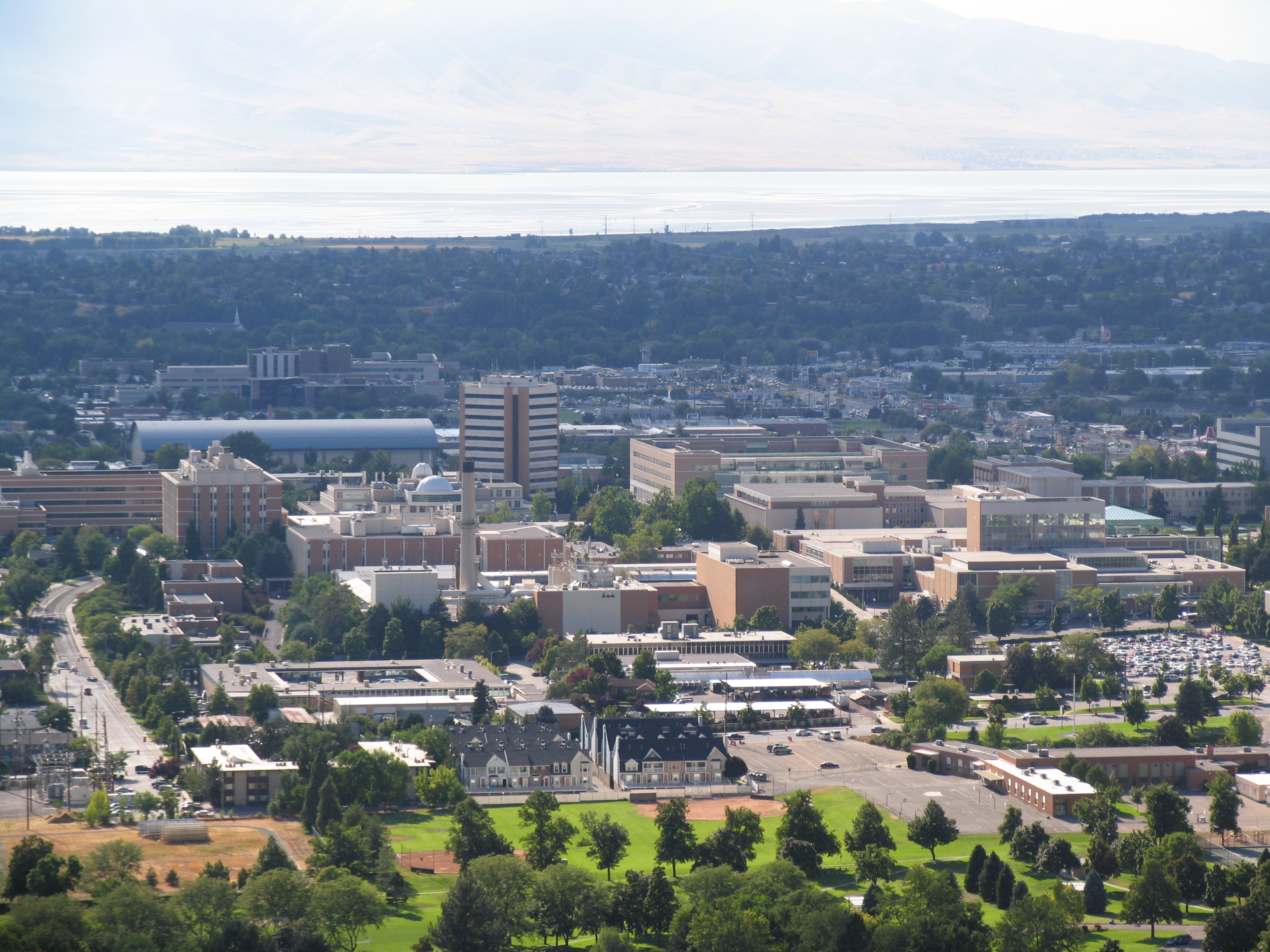
La Brigham Young University di Provo

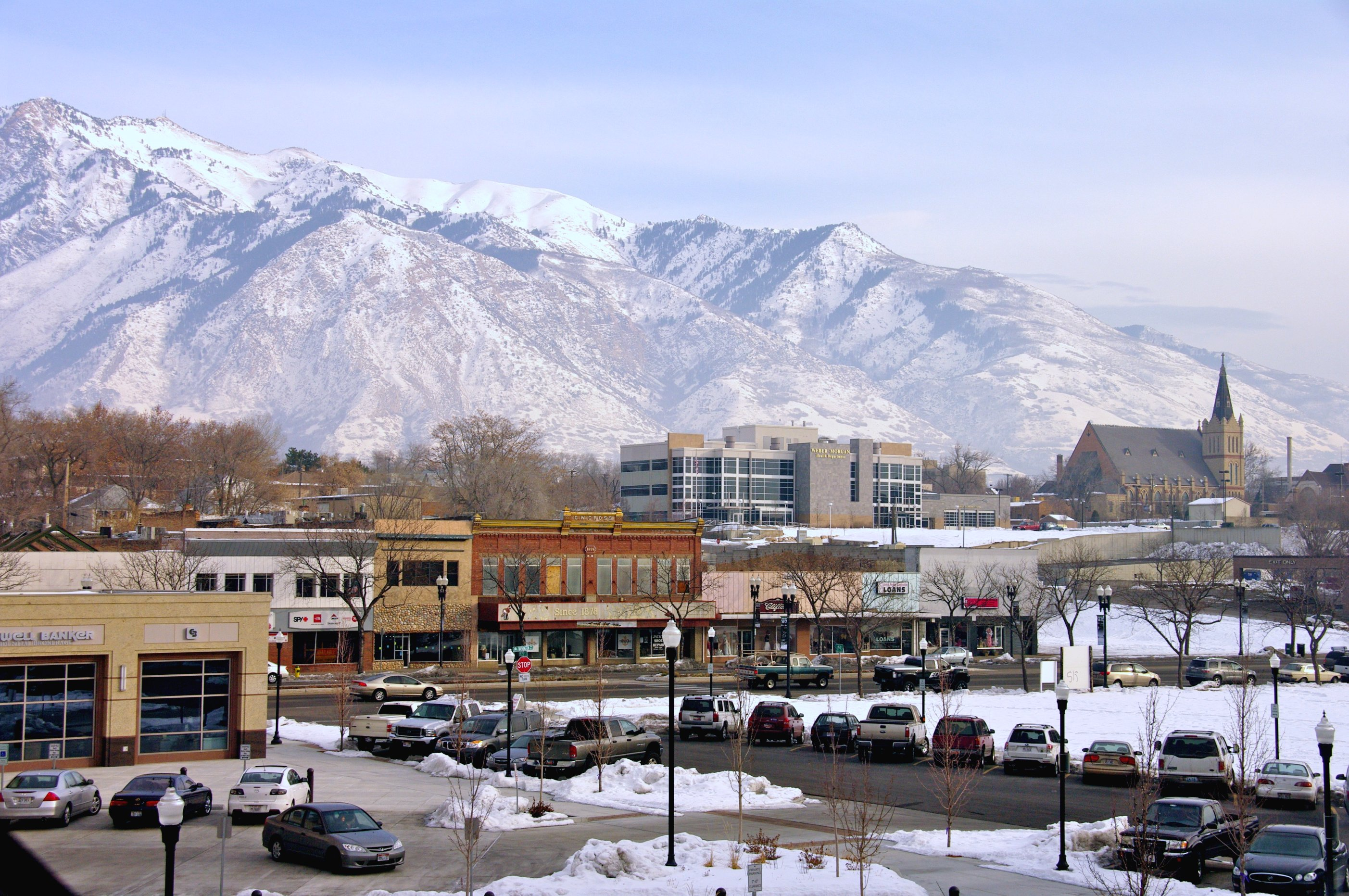
Downtown Ogden

Il Wasatch Front è una regione metropolitana nella parte centro-settentrionale dello stato dello Utah. Consiste in una catena contigua di città e paesini distesi lungo i Monti Wasatch, dalle vicinanze di Nephi a sud fino a Brigham City a nord. Circa l'80% della popolazione dello Utah risiede in questa regione, che comprende le principali città di Salt Lake City, West Valley City, Provo, West Jordan, Layton e Ogden.